# Versdichtung
Als Versdichtung bezeichnet man ein in Versen, allgemeiner in gebundener Rede verfasstes dichterisches Werk, also Dichtung in Versform, insbesondere bezieht sich das auf literarische Gattungen, die nicht der Lyrik zuzurechnen sind, da beim Gedicht die Versform implizit ist. Man unterscheidet bei den epischen Formen:
- Versepos und
- Verserzählung, und hier speziell
  - Versnovelle und
  - Versroman.

Seit im 18. und besonders im 19. Jahrhundert Dramen auch in Prosa verfasst wurde, bezeichnet man Dramen in Versen auch spezifisch als Versdramen.
Eine besondere, keiner der Großgattungen eindeutig zuzurechnende Form ist schließlich die Versepistel, das in Versen verfasste Briefgedicht.